# Alfredo Poggi
Alfredo Poggi (Sarzana, 4 maggio 1881 – Genova, 13 gennaio 1974) è stato un filosofo, politico e antifascista italiano.

## Biografia
Alfredo Poggi nacque a Sarzana il 4 maggio 1881 da una famiglia di piccoli commercianti. Ancora adolescente, rimase colpito dalla violenza usata nei confronti del popolo durante le giornate milanesi del 1898, e dal temporaneo esilio che dovettero subire alcuni socialisti amici di famiglia. Questo lo portò a simpatizzare per quel partito che stava nascendo e al quale si iscrisse nel 1900. Nel 1904 si laureò in Lettere e Filosofia all'Università degli Studi di Palermo, dove si era temporaneamente trasferito dopo la morte del padre, discutendo una tesi su Kant e il socialismo, pubblicata l'anno successivo con il titolo La questione morale nel socialismo: Kant e il socialismo. Tornato a Sarzana si immerse nell'attività politica che lo portò ad essere eletto nel consiglio comunale cittadino per il partito socialista.

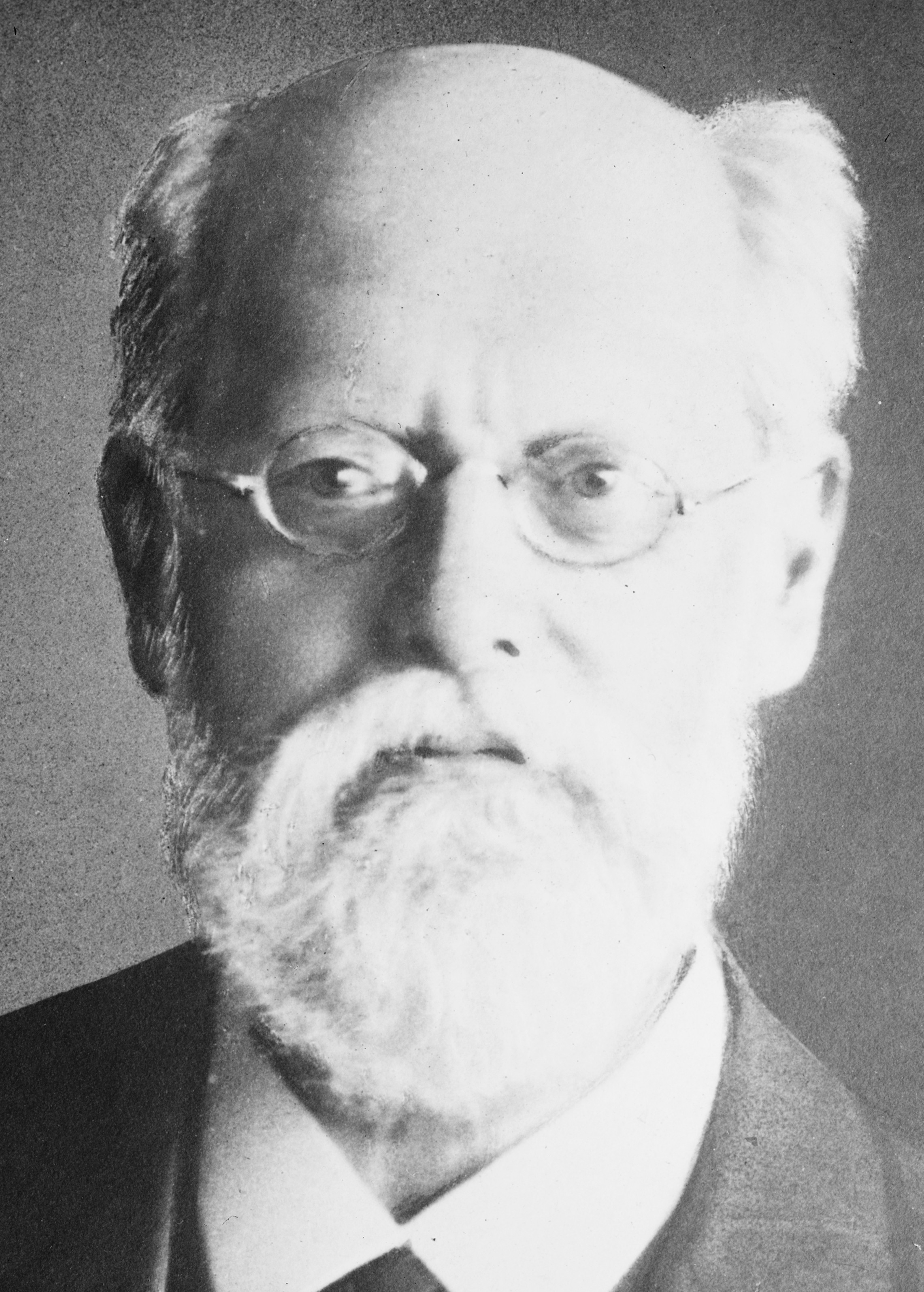
Karl Kautsky, teorico del marxismo

Nell'estate del 1905 si recò a Lipsia alla scuola di Wilhelm Wundt, fondatore della psicologia sperimentale, dove lavorò al giornale Leipziger Volkszeitung e dove strinse rapporti di amicizia e legami politici con i maggiori esponenti della socialdemocrazia di quel Paese. Fra questi in primo luogo con August Bebel, Karl Kautsky e Rosa Luxemburg, personaggi che segnarono profondamente la storia del socialismo europeo, e con i quali mantenne rapporti epistolari.
Tornato in Italia, si trasferisce nel 1907 a Genova per iscriversi a quella facoltà di Giurisprudenza che gli darà una seconda laurea e dove inizierà a collaborare a Il Lavoro di Canepa, all'Avanti!, al Tempo di Claudio Treves, alla turatiana Critica Sociale sulla quale scriverà per oltre cinquant'anni. Sue collaborazioni apparvero successivamente anche su La Rivoluzione liberale di Piero Gobetti. È in questo periodo che la polizia comincia ad interessarsi alla sua attività politica e lo inserisce nello schedario dei sovversivi.
Inizia intanto ad insegnare nel 1908 nelle scuole superiori di molte città dell'Italia centro settentrionale sempre inseguito dall'attenzione della polizia. Nel 1914 sposa la sarzanese marchesina Ollandini e nello stesso anno partecipa come delegato al XIV Congresso socialista di Ancona, nel corso del quale ebbe un duro scontro con il massimalista Benito Mussolini sul problema della compatibilità o meno del socialismo con la massoneria. Massone, fu membro della loggia Michelangelo di Firenze e condirettore della rivista Acacia, del Grande Oriente d'Italia, nonché autore di un opuscolo intitolato Il Valore morale della Massoneria secondo Fichte. L'assemblea diede in quell'occasione una larga maggioranza alla tesi mussoliniana dell'incompatibilità.  Nel 1921 è capogruppo socialista nel consiglio comunale di Sarzana, retto da una giunta socialista, che nella giornata divenuta famosa del 21 luglio 1921 di quell'anno dovette far fronte all'aggressione armata di 500 fascisti, capitanati da Amerigo Dumini, decisi a sottomettere la città "rossa".
Come è noto i fascisti furono umiliati e cacciati, lasciando una dozzina di cadaveri sul terreno, dall'unione della forza pubblica e del popolo in armi, sotto l'egida dell'amministrazione comunale. Dopo la marcia su Roma, Poggi, e con lui tutti gli antifascisti messisi in evidenza, dovettero trovare rifugio all'estero o migrare in altre città. Durante il ventennio Poggi fu privato per un certo periodo dell'insegnamento e negli anni trenta, quando sedeva su una cattedra di filosofia dell'Università degli Studi di Genova, fu denunciato al Tribunale speciale per la sua attività cospirativa praticata con altri colleghi antifascisti.
Amico di Giuseppe Rensi e della consorte Laura Perucchi, era solito recarsi nelle domeniche d'inverno al palazzo genovese di via Palestro dove i Rensi animavano un vero e proprio salotto, arricchito dalla presenza di illustri personalità quali il poeta e romanziere Carlo Pastorino, il teologo Ernesto Buonaiuti, il poeta Emanuele Sella o il politico Paolo Rossi, accomunati dall'opposizione al regime.

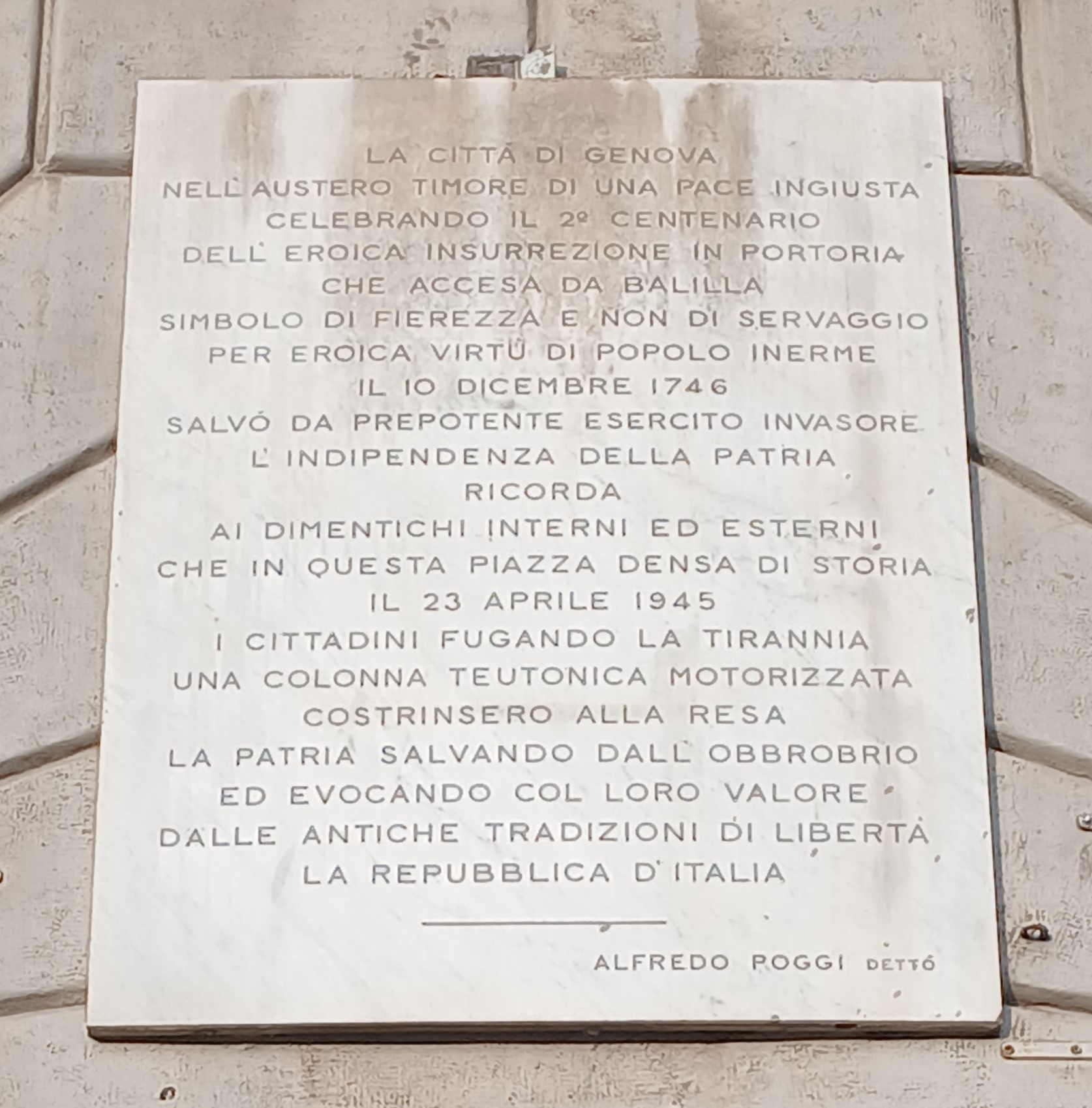
Lapide in piazza Colombo a Genova a firma Alfredo Poggi

In quell'occasione Poggi evitò una dura condanna perché probabilmente Mussolini si ricordò di quel suo leale tenace avversario e lo fece liberare, come attesta una registrazione esistente nel suo fascicolo personale presso l'Archivio Centrale dello Stato: “scarcerato e rilasciato in libertà dal Tribunale speciale per la sicurezza dello Stato per atto di clemenza di S.E. il Capo del Governo”.  Non cessò però la persecuzione nei suoi confronti da parte del fascismo ligure, soprattutto dopo la nascita della Repubblica Sociale Italiana per cui, impedito nell'esercizio della professione e perduto l'insegnamento, dovette adattarsi ad insegnare in scuole private. Alla caduta del fascismo venne eletto segretario regionale del partito socialista, ma nell'ottobre del 1944 fu nuovamente arrestato col figlio e condannato a morte, pena poi commutata nella deportazione a Mauthausen. In realtà, a causa delle distruzioni belliche, Poggi, ormai separato dal figlio, fu internato a Bolzano-Gries: da qui riuscì a fuggire, in coincidenza con gli ultimi bombardamenti e la fine delle ostilità, ritrovando vivo suo figlio.
Nel dopoguerra, dopo la scissione socialista del 1947 aderì al Partito Socialdemocratico per poi tornare nel 1957, dopo il distacco dai comunisti, in quello Socialista. Nel 1959 venne eletto con i voti dei due partiti socialisti come membro laico della prima consigliatura del Consiglio superiore della magistratura, e successivamente, prima illuso e poi deluso per la mancata riunificazione dei due tronconi socialisti lasciò la politica attiva. Alfredo Poggi morì a Genova il 13 gennaio 1974 all'età di 93 anni.

## Vita privata
Figlio di Stefano ed Emilia Bandinelli, sposa Eugenia Maria Ollandini nel 1914 dalla quale avrà 3 figli: Vincenzo, Annamaria e Laura.

## Pubblicazioni principali
- Stato Chiesa Scuola, Firenze, Bemporad, 1924
- Cultura e Socialismo, Torino, Gobetti, 1925
- Gesuiti contro lo Stato Liberale, Milano, Unitas, 1925
- Filosofia dell'azione. Saggi critici, Roma, Ed. Dante Alighieri, 1930
- Concetto del Diritto e dello Stato. Saggi critici, Padova, Ed. Cedam, 1933
- Piero Martinetti (1872-1943), Vicenza, Collezione del Palladio, 1943, ora Riedizione a cura di Cosimo Scarcella e Introduzione di Enrico De Mas, Milano, Marzorati, 1990 ISBN 88-280-0092-9.
- La preghiera dell'uomo, Milano, Bocca, 1944